# Arnaud Lapierre
Pour les articles homonymes, voir Lapierre.
Arnaud Lapierre, né à Fontainebleau, est un designer et directeur artistique français international, travaillant à Paris, Bordeaux et Barcelone.

## Biographie
Après des études en archéologie, Arnaud Lapierre se forme au design à l'École nationale supérieure de création industrielle dont il sort diplômé en 2007.
Son mémoire L'empreinte sera édité par l'ENSCI puis par les Éditions Universitaires Européennes.
Après diverses collaborations en agence, notamment auprès de Jean Nouvel, Marc Newson, Smart design à New-York, et le Tim Thom de Philippe Starck[réf. nécessaire], il crée son studio en 2010 pour poursuivre un travail personnel sur les objets du quotidien autour d'une démarche orientée selon trois catégories. La redéfinition des usages : l'appropriation ; les aspects cognitifs : les émotions ; le caractère graphique et identitaire des objets : la contemplation.
Depuis 2005, il participe à des événements liés à au design. Ses projets sont impliqués dans des créations d'édition et de recherche[réf. nécessaire] avec des industriels européens et Japonais, tels que Cinna, Ligne Roset, Dust, Petites Fritures, Japan Btrico, ClassiCon, Fleux, Nicolas, Molteni, Flos, Habitat, Cristofle, bernardaud, Hartodesign, Desalto, Lipsi.
Arnaud Lapierre et le studio de création UAP dévoilent l'installation ring – chain recouverte de miroirs à Shanghai en Chine.

### Œuvres
Son travail couvre différents domaines, entre le design d'objet et de mobilier, d'espace, la photographie, le dessin, la vidéo et les installations artistiques. Son studio opte pour la création de sens par une démarche holistique et pluridisciplinaire : DESIGN MAKES SENSE & ART IS SMART.

### Awards
Sa démarche est récompensée à diverses reprises, notamment : En 2008, lauréat presse « Révélation Jeune designer », Salon du meuble de Paris, Now design à vivre. En 2010 le prix révélateur de talents de Cinna. Son travail est consacré lors des Designer' Days, par le prix Audi Talents Awards 2011, dans la catégorie design. Pour Andrea Branzi : Arnaud Lapierre gives intelligent answers to intelligent questions. En 2012, le prix New Designer, lui sera décerné par Elle déco award. Depuis 2019 il est récompensé deux fois par le FD100.

### Expositions
Son travail est l'objet d'expositions en galerie et musée : Palais de Tokyo[réf. souhaitée], MOMA[réf. souhaitée], FIAC, Basel Miami, Modem, Gallery A, Wavart Gallery, W galerie, ShoreD gallery, Vivid galerie, Laurent Strouk art gallery, au MAMO de marseille pour l'exposition résidence secondaire, au Musée D'art Moderne de Paris sur la thématique Conversation, 
Son œuvre Ring, installation de miroirs est exposée durant la FIAC 2011[réf. souhaitée] mais aussi dans d'autres foires d'art contemporain[réf. souhaitée] : Shanghai et les échappées belles d'Alençon en 2014.

### Réalisations
- Chaise Ubiquité (2006) pour la Galerie A
- Montre tactile Sens (2006) pour Swarch et l'association Valentin hauy
- Lampe Accueil (2009) pour Cinna
- Vase Parabol (2009) pour Christofle. FRAC.
- Poêle Ilot (2009) pour Invicta
- Lampe Field (2010) pour ATA puis Petite Friture.
- Installation Ring (2011) pour la FIAC Paris et AUDI France.
- Installation Ring (2013) pour MOCAD Shanghai.
- Objet commémoratif Memento (2013) pour le Mémorial de la Shoah. FRAC
- Système de rangement Persienne (2014) Ligne Roset.
- Installation permanente Fractal (2015) Ville de Shanghai.
- Lampe Fold (2016) pour Bibelot.
- Vase Shield (2016) pour Aybar Gallery.
- Installation permanente Vertigo (2019) pour ADP Aéroport Orly T3.
- Installation Azimut (2020) pour la ville de Venise, Italie.
- Installation robotique Toastmaster (2020) pour la marque de cognac Louis XIII.
- Sapin de Verre décembre à Bordeaux[8] (2021) pour la mairie de la ville